# Robert Schneider (Maler, 1944)
Robert Schneider (* 29. Juli 1944 in Buchheim, Gemeinde March (Breisgau) bei Freiburg im Breisgau; † 21. Februar 2021 in Hamburg) war ein deutscher Maler und Zeichner.

## Leben
Schneider wuchs auf einem kleinen Bauernhof auf, der nur noch zur Selbstversorgung bewirtschaftet wurde. Die Erziehung war konfliktbeladen, deshalb verließ er früh sein Elternhaus. In den 1960er Jahren bereiste er Europa und entdeckte dabei seine Neigung zur Kunst. Nach seiner Rückkehr ins Badische heiratete er und bekam einen Sohn und hatte seit 2005 eine Enkeltochter. Schneider lebte und arbeitete in Hamburg, wo er im Februar 2021 im Alter von 76 Jahren starb.

## Arbeitsweise

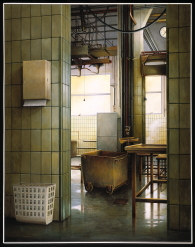
Schlachthof I, 1985, Acryl auf Leinwand, 140 × 110 cm, im Besitz des Künstlers.

Beeinflusst von surrealistischen Motiven und den politischen Diskussionen um 1968 entdeckte Schneider für sich die gegenständliche Malerei mit ihren inhaltlichen und engagierten Positionen.
Es entstanden Bilder, die sich mit dem Menschen und seinen Hinterlassenschaften beschäftigten, ohne diesen zu zeigen.
Es folgten Umzüge nach Frankfurt, Düsseldorf und Hamburg. Die mit den Ortswechseln verbundenen positiven Anregungen führten später zur „Jahrhundertreflexion“. Dieses malerische Nachdenken und die Analyse des vergangenen Jahrhunderts zeigte Schneider exemplarisch an jeweils besuchten Orten, wie Bitterfeld, Kattowitz, Auschwitz, Verdun, Bremen-Farge und Baku/Aserbaidschan. Während dieser Arbeitsreisen entstanden vor Ort unzählige Skizzen und Fotos als Arbeitsgrundlage. Im Atelier wurden die Eindrücke verdichtet und dem Aussagehintergrund unterworfen. Das Ergebnis waren die von 1991 bis 2002 entstandenen Zyklen.
Schneider gab sich jedoch nicht mit der Bestandsaufnahme zufrieden, sondern setzte die Reihe mit apokalyptischen Visionen ins 21. Jahrhundert fort. Dazu gehören der Zyklus Öl und vor allem die Serien Fisch und Fleisch: die Materie wird zur Metapher. Diese in zwölf Jahren entstandene Jahrhundertreflexion bildet Schneiders Hauptwerk. Daneben umfasst sein Œuvre auch Einzelbilder, Triptychen und kleine Serien.

## Werk
Jahrhundertreflexion:
- Bitterfeld (1991–1993)
- Śląsk/Oberschlesien (1993–1996)

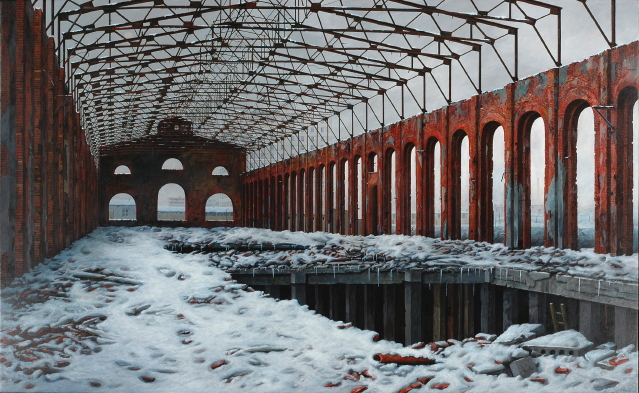
Schnee I, 2003, Acryl/Lwd., 110 × 180 cm. Im Besitz des Künstlers.

- Öl (1999–2001) Baku, Aserbaidschan
- Auschwitz (1996–1997)
- Fisch (1997–1999)
- Verdun (2001–2002)
- Bunker Valentin (2002) Bremen-Farge
- Fleisch (2002–2005)